# Barbaresco
För andra betydelser, se Barbaresco (olika betydelser).

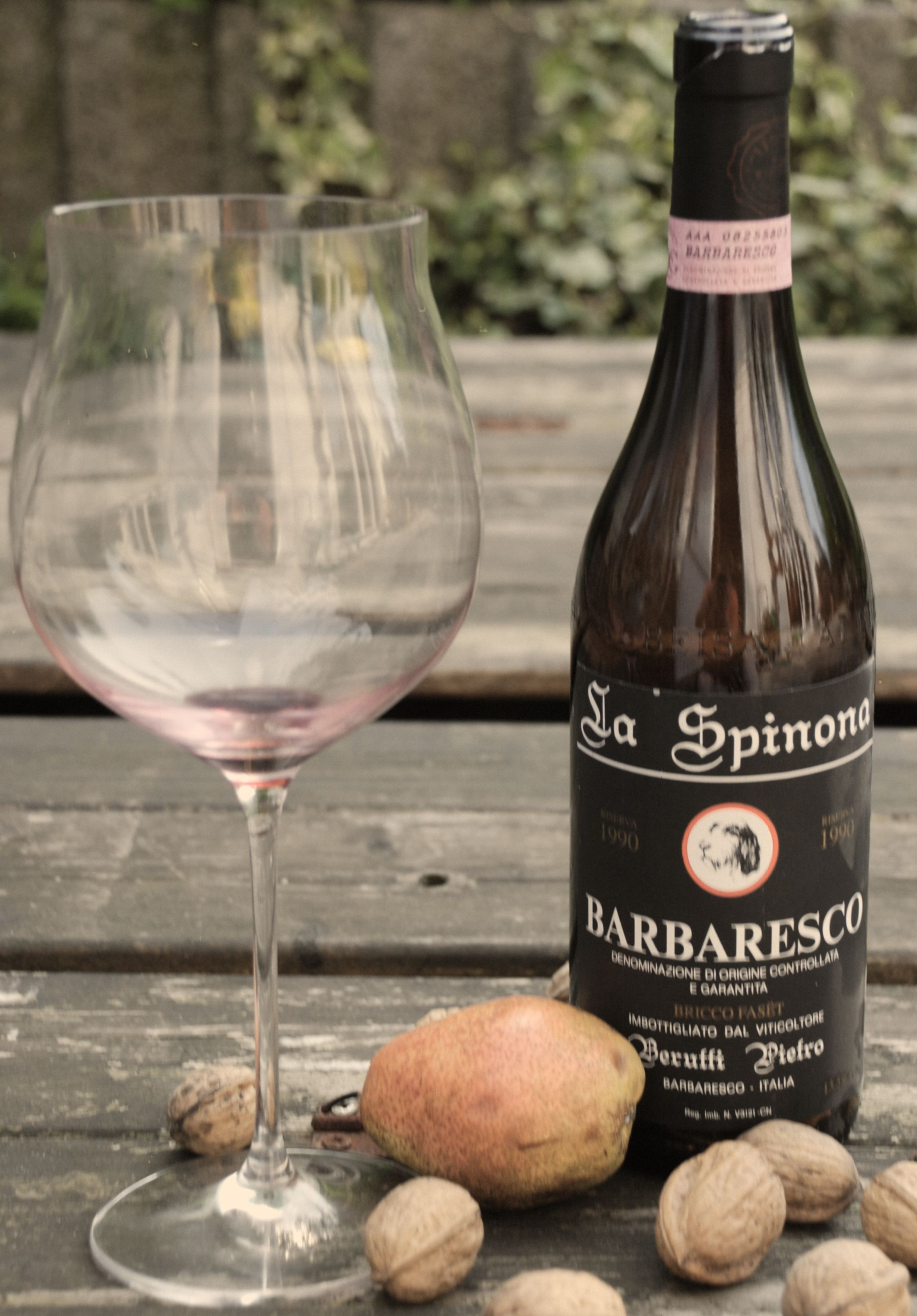
Barbaresco

Barbaresco är en DOCG för vin i provinsen Cuneo i regionen Piemonte i norra Italien. Vinerna måste enligt reglerna bestå till 100 procent av druvan Nebbiolo.
Barbaresco är granne med Barolo, som också gör viner på Nebbiolo. Barbaresco betecknas ofta som mer "feminint" (det vill säga lättare, med mindre tanniner) än Barolo.